# Jarno Salomaa
Jarno Salomaa ist ein finnischer Musiker und Sänger.

## Werdegang
Salomaa wurde zum Ende der 1990er Jahre als Sänger und Gitarrist der Bands Shape of Despair und Rapture bekannt und brachte sich seither als Musiker in Sänger in diverse Projekte ein.
Shape of Despair wurde 1995 unter dem Namen Raven von Salomaa mit Tomi Ullgren gegründet. Noch unter dem Namen Raven veröffentlichte das Projekt 1998 das erste Demo Alive in the Mist. Im September des gleichen Jahres erfolgte die Umbenennung in Shape of Despair. 2000 unterschrieb die Band einen Vertrag bei dem Label Spikefarm Records und veröffentlichte das Debüt Shades of …. Das Album bescherte dem Projekt Aufmerksamkeit für eine breite Resonanz des nachfolgenden Angels of Distress, das 2001 veröffentlicht wurde zu den populärsten Veröffentlichungen des Funeral Doom zählt. Indes veröffentlichte Salomaa mit Rapture das Debütalbum Futile 1999 ebenfalls via Spikfarm Records, welches als herausragende Veröffentlichung des Dark Metal zwischen Death Doom und Gothic Metal gewertet wird. Im Jahr 2013 beteiligte Salomaa sich an der Gründung der als Funeral-Doom-Supergroup bezeichneten Band Clouds von Daniel Neagoe, an der sich unter anderem Kostas Panagiotou von Pantheist und Olmo Lipani von Yhdarl und SLOW beteiligten. Im Jahr 2015 gründete er die Dark-Rock-Band Counting Hours.

## Diskografie (Auswahl)
| Mit Clouds - 2014: Doliu - 2015: Errata - 2016: Departe - 2017: Destin | Mit Counting Hours Mit Rapture Mit Shape of Despair | Als Gastmusiker - 2007: Depressed Mode: Ghosts of Devotion - 2014: Aphonic Threnody: Of Graves, of Worms, and Epitaphs - 2018: Aeonian Sorrow: Into the Eternity a Moment We Are |